# Divination
 Der er for få eller ingen kildehenvisninger i denne artikel, hvilket er et problem. Du kan hjælpe ved at angive troværdige kilder til de påstande, som fremføres i artiklen.

Divination (lat divinatio, "forudsigelse" fra divinare, "guddommelig inspiration") også kaldt varselstydning, er et religiøst ritual, hvis formål er at opnå information ved at tyde varsler eller kommunikation fra en overnaturlig agent. Divination er et meget udbredt fænomen, som findes indenfor alle former for religion og i alle verdensdele.
Religionsvidenskabeligt set bruges divination specielt i skriftløse religioner til at bringe en given negativ tilstand tilbage til dens naturlige, neutrale udgangspunkt. Maronerne i Surinam bruger eksempelvis divination som forklaringsmodel, når de står overfor kulturelt set uforklarlige fænomener som uheld, sygdom og død.
Her lader de en metafysisk magt/kraft tale gennem divination og bestemmer derigennem diagnose, årsag og løsning på problemet. Tegntagningen foregår konkret ved eksempelvis tydning af kyllingindvolde, åbning af ølflaske, hellige bundter som bæres på hovedet og ombæring af nylig afdød. Disse fænomener fortolkes af den enkelte landsbys lokale religiøse myndighed, f.eks. medier og spåmænd.
De ud fra divinationen definerede årsager til det givne problem er oftest af religiøs og social art og er for det meste udformet som en slags straf. F.eks. kunne en forstyrrelse af et helligt termitbo medføre, at en ånd påfører overtræderen en åndedrætssygdom. Der kan forekomme specielle diagnoser, som er hæftet sammen med en dertilhørende årsag, men det mest almindelige er, at der gennem divinationen påhæftes en ad hoc årsag til et givent problem. Dvs. at har en uheldsramt person været skyld i en religiøs/social overtrædelse, bliver denne forbrydelse sandsynligvis gennem divinationen udpeget som årsagen til problemet.
På baggrund af dette betragter religionsforskere (f.eks. Richard Price) divinationens funktion som værende en form for juridisk instans i en kultur uden et decideret retssystem. Gennem divinationen formuleres ikke blot kulturens metafysiske regler og behov, men også dens sociale moralbegreber. Divination fungerer således som talerør for sociale konflikter og skaber løsninger som bidrager til at opretholde et egalitært samfundsideal.                

## Græske afledninger
Divination hedder på græsk μαντεια, manteia fra μαντις, mantis, "seer".
Deraf kommer suffikset -manti, i mange typer spådom.
- Aritmomanti – ἀριθμός arithmos "tal" – numerologi
- Geomanti – γεω, geo, "jord – tydning af tegn på jorden
- Kiromanti – χειρ, cheir, "hånd" – håndlæsning
- Krystallomanti – κρύσταλλος, krystallos, "is" – krystalkugle mm
- Nekromanti – νεκρός, nekrós, "død" – tale med de døde

| Religion | Spire Denne religionsartikel er en spire som bør udbygges. Du er velkommen til at hjælpe Wikipedia ved at udvide den. |